# آنتي رازوف
آنتي رازوف (بالإنجليزية: Ante Razov)‏ (2 مارس 1974 بويتير في الولايات المتحدة - ) هو لاعب كرة قدم أمريكي في مركز الهجوم. شارك مع منتخب الولايات المتحدة لكرة القدم. أما مع النوادي، فقد لعب مع راسينغ فيرول وشيكاغو فاير وكولومبوس كرو ولوس أنجلوس غلاكسي ونادي شيفاز يو إس أي ونيويورك ريد بولز وSacramento Scorpions ‏.

## وصلات خارجية
- آنتي رازوف على موقع الاتحاد الدولي (مؤرشف)  (الإنجليزية)
- آنتي رازوف على موقع الدوري الأمريكي (الإنجليزية)
- آنتي رازوف على موقع قاعدة بيانات كرة القدم.إي يو (الإنجليزية)
- آنتي رازوف على موقع ناشيونال فوتبول تيمز (الإنجليزية)
- آنتي رازوف على موقع Soccerway.com (الإنجليزية)
- آنتي رازوف على موقع عالم كرة القدم.نت (الإنجليزية)